# Gerhard et Maja Lampersberg
Gerhard Lampersberg, né le 5 juillet 1928 à Hermagor en Carinthie et mort le 29 mai 2002 à Klagenfurt, est un compositeur et auteur autrichien. Avec sa femme Maja, née Weis-Ostborn (1919-2004), chanteuse, ils forment un couple de mécènes de l'avant-garde littéraire autrichienne.

## Biographie
Gerhard Lampersberg a étudié à l'Université de musique de Vienne. En 1954 il épouse Maja Weis-Ostborn, qui reçoit le Tonhof (de), à Maria Saal, pour son mariage. A partir des années 1950, ils y reçoivent de nombreux artistes, dont  H. C. Artmann, Thomas Bernhard, Peter Turrini, Christine Lavant, Wolfgang Bauer, Peter Handke et Gert Jonke.
En 1984, Thomas Bernhard prend les Lampersberg comme modèle pour les époux Auersberger, dans son roman Des arbres à abattre. Suite aux descriptions peu élogieuses des personnages, Gerhard Lampersberg porte plainte pour diffamation. Le roman est saisi et interdit de parution, déclenchant un scandale, auquel Bernhard répond par l'interdiction de vente de ses œuvres en Autriche. L'interdiction du tribunal est finalement levée, et Lampersberg retire sa plainte. Bernhard revient à son tour sur son interdiction.